# Agrypon elegantulum
Agrypon elegantulum là một loài tò vò trong họ Ichneumonidae.